# Adevărul
Adevărul (en català "La Veritat") és un diari en romanès d'informació general de pagament i de distribució matinal publicat a Bucarest (Romania). Actualment té una tirada diària d'uns 100.000 exemplars, essent un dels més importants dels que es publica en llengua romanesa.

## Història
El diari Adevărul actual és l'hereu del diari del mateix nom que es va publicar al llarg de la segona meitat del segle xix i de la primera meitat del segle xx a Romania. La primera edició de Adevărul va aparèixer l'any 1871 a Iași, essent el seu primer redactor en cap Alexandru Beldiman. Aquesta primera edició es mantingué fins a l'any 1916, quan el diari hagué de cessar la seva publicació en ser ocupada Bucarest per les tropes austrohongareses en el context de la Primera Guerra Mundial. La segona edició del diari es va publicar entre els anys 1919 (un cop terminada la Primera Guerra Mundial) i l'any 1937 quan les autoritats romaneses van aconseguir que es deixés d'editar, ja que el diari tenia una clara orientació política republicana i d'esquerres.
La tercera edició es va publicar entre els anys 1946 i 1951 amb un contingut altament polititzat, tot seguint el posicionament polític contra la monarquia romanesa, a la vegada que mostrava a partir de principis de l'any 1948 una total concordança amb els plantejaments del règim comunista romanès. Tot i això l'any 1951 les autoritats romaneses varen decidir que Adevărul es deixés de publicar, passant tots els periodistes del diari a treballar al diari oficial del Partit Comunista Romanès "Scînteia" (en català "l'Espurna"), motiu pel qual es podria considerar que el diari del PCR era el seu continuador.
Amb la caiguda del règim comunista a finals de l'any 1989 "Scînteia" es va deixar de publicar prenent-li el relleu "Scînteia Poporului" (l'Espurna del Poble), però aquesta publicació durà molt pocs dies i al cap de poc es va canviar el seu nom pel de "Adevărul".

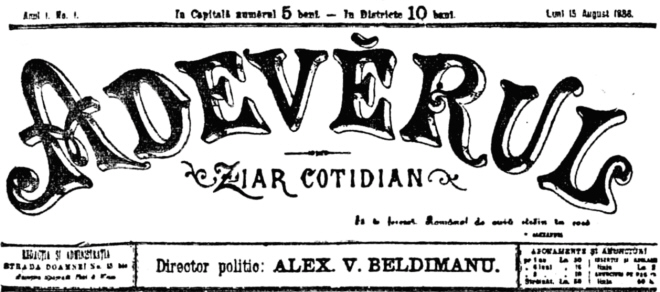
Capçalera de la primera edició de Adevărul l'any 1888

Amb la recuperació de l'antiga denominació a principis de l'any 1990, el nou diari deixà de ser una publicació controlada per l'Estat i, per tant, passà de ser una empresa privada, quedant el diari sota el control de Dumitru Tinu, que a més exercia la funció de redactor en cap. Tinu va exercir una direcció del diari més que encertada, comptant amb l'ajut de Cristian Tudor Popescu i convertint el diari en un dels referents periodístics de Romania, ja que mantenia una certa independència editorial, a més el seu estil periodístic no havia caigut en el sensacionalisme i no mostrava una manca més que evident d'objectivitat, trets aquests malauradament característics en la majoria dels diaris editats a Romania. Així en aquest temps Adevărul va esdevenir el referent a Europa de la premsa romanesa més seriosa i de qualitat, a la vegada que mantenia una actitud altament crítica amb el govern romanès pels nombrosos casos de corrupció que afectaven a bona part de la classe política romanesa.
L'any 2003 Dumitru Tinu moria sobtadament d'un atac de cor i Cristian Tudor Popescu, un dels més ferms i importants col·laboradors de Tinu, es feia càrrec del diari en qualitat de redactor en cap. Però només dos anys després apareixien greus desavinences entre la filla de Tinu, en aquells moments propietària del diari, i Tudor Popescu, ja que aquesta volia "rebaixar" en certa forma el contingut polític del diari, per donar cabuda a informacions més "lleugeres", cosa a la qual s'oposà Tudor Popescu. Per aquest motiu Cristian Tudor Popescu, Lelia Munteanu i Adrian Ursu, que en aquells moments eren els principals redactors del diari, així com 80 periodistes més renunciaven als seus llocs de treball a Adevărul i passaven a crear un nou diari, Gândul, amb el suport del també periodista i poeta Mircea Dinescu.
Aquest nou diari ha mantingut l'estil de periodisme, la independencia editorial i el rigor informatiu de l'antic Adevărul, mentre que el nou Adevărul a poc a poc ha anat donant cabuda a més informacions amb un alt contingut sensacionalista, a la vegada que ha deixat de ser crític amb el Partit Socialdemòcrata de Romania per criticar obertament a l'actual president romanès Traian Basescu.

## Controvèrsia
Adevărul és percebut actualment com un diari d'esquerres, amb algunes inclinacions nacionalistes i totalment antimonàrquic. Un dels més recents escàndols fou un article escrit per Sergiu Andon on criticava molt l'estil de vida de l'antic rei de Romania, Miquel I.
Un dels altres escàndols en el que el diari s'ha vist immers es va produir al llarg dels esdeveniments coneguts com a "Mineriada" dels anys 1990 i 1991. La "Mineriada" fou tot un seguit de protestes protagonitzades pels estudiants de Bucarest en contra del control del poder per part de destacats antics membres del Partit Comunista Romanès, denunciant que no s'havia produït un veritable canvi polític tot i la caiguda de Ceausescu. Les protestes es mantingueren durant mesos, fins que finalment Ion Iliescu, president romanès en aquell moment, organitzà una expedició de miners a Bucarest que atacaren als estudiants, produint-se moltes morts entre els manifestants. Segons molts dels opositors a Iliescu, Adevărul va deixar de cobrir els fets i es dedicà a fer publicitat del Front de Salvació Nacional controlat per Iliescu i altres antics membres del Partit Comunista Romanès.
Un dels que darrerament a acusat a Adevărul de manca d'objectivitat és el seu antic redactor en cap, Cristian Tudor Popescu, que va acusar la filla de Dumitru Tinu, Ana Maria Tinu, de connivència amb els principals líders del Partit Socialdemòcrata de Romania i de tenir relacions d'amistat amb bona part d'aquests, fet que hauria portat a aquesta a voler canviar la línia editorial del diari per tal de deixar de criticar al partit en un moment en què aquell es trobava a l'oposició, ja que havia perdut les eleccions presidencials. Per aquest motiu Tudor Popescu i molts altres antics membres del diari varen decidir marxar de Adevărul i crear al maig de 2005 un nou diari, Gândul, on poder mantenir la línia editorial que Tudor Popescu va dur a terme al llarg dels anys que va estar al capdavant de Adevărul.